# バリー・オプダム
バリー・オプダム（Barry Opdam、1976年2月27日 - ）は、オランダ・南ホラント州ライデン出身の元同国代表サッカー選手。現役時代のポジションはディフェンダー。

## 略歴
長らくAZアルクマールの守備の要として活躍。エール・ディヴィジ屈指のディフェンダーであり、近年のAZ躍進の立役者である。2004-2005シーズンのUEFAカップではチームを16強へと導く貴重なゴールを上げている。
2005年6月4日のルーマニア戦でオランダ代表デビュー。その年のチェコ戦で代表初ゴールを上げる。しかし、ドイツワールドカップのための代表選考で外れてしまった。